# صبا-248
مروحية صبا 248 هي مروحية متعددة المهام بنموذجين خفيفة ومتوسطة الوزن إيرانية الصنع والتصميم والتي كُشف عنها سنة 2017م، لتكون أحدث مروحية محلية الصنع في حينها، حيث تمت مراحل تصميمها وصنعها على يد خبراء شركة (إسناد) لتحديث المروحيات الإيرانية التي تملكها منظمة الصناعات الجوية التابعة لوزارة الدفاع الإيرانية. 

## الوصف
أُعلن عنها يوم الثلاثاء 7 مارس/ آذار سنة 2017م بحضور وزير الدفاع الإيراني الأسبق العميد حسين دهقان. وكان تصميم وصناعة مروحية صبا-248 على يد الخبراء والمهندسين المحليين داخل جمهورية إيران وذلك من خلال وزارة الدفاع وإسناد القوات المسلحة الإيرانية وعن طريق  شركة «إسناد» لتحديث المروحيات الإيرانية التي تملكها منظمة الصناعات الجوية. وبالتعاون مع الشركات القائمة على المعرفة والجامعات والمراكز العلمية والبحثية للصناعات المختلفة التابعة لوزارة الدفاع الإيرانية.
مروحية صبا 248 بطرازيها الخفيفة والمتوسطة متعددة المهام، لها محركان وأربعة مراوح وتقل 8 أشخاص وتُستَخدَم للشحن ونقل الركاب وعمليات الإغاثة والإنقاذ والتصوير الجوي والمسح والرصد ويمكن الاستفادة منها كمروحية إسعاف جوي وفي عمليات بحرية. وهي مزودة بأحدث التقنيات في مجال الملاحة والتوجيه والأنظمة الميكانيكية وتستطيع القيام بأداء مهامها بشكل مقبول حتى في حال توقف عمل أحد محركيها، ويمكنها القيام بعمليات في درجات حرارة تتراوح بين 25- و 55 درجة مئوية وقد صممت بشكل ايروديناميكي مناسب.

## معرض الصور

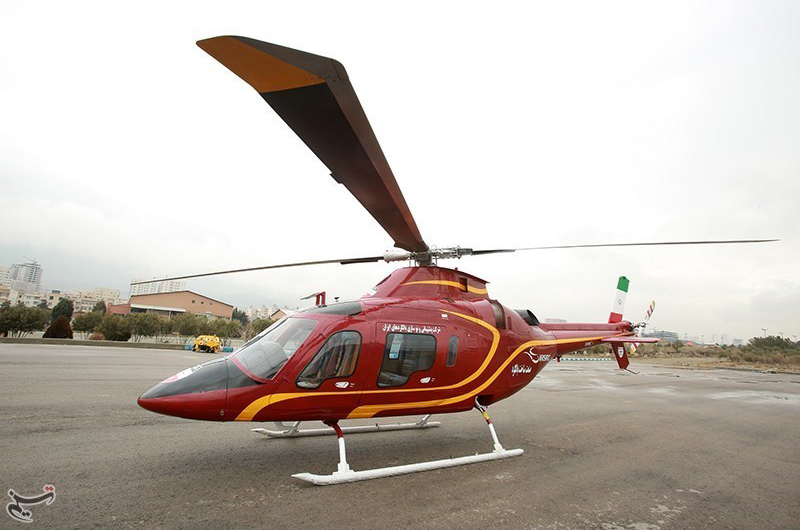
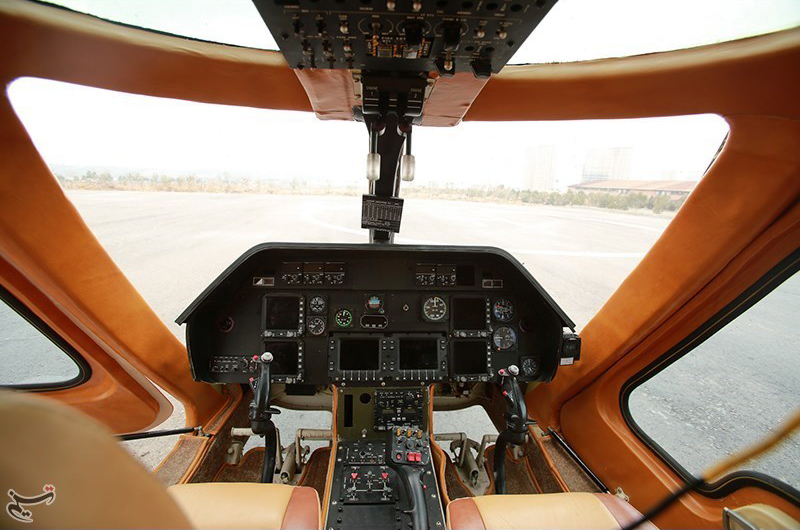
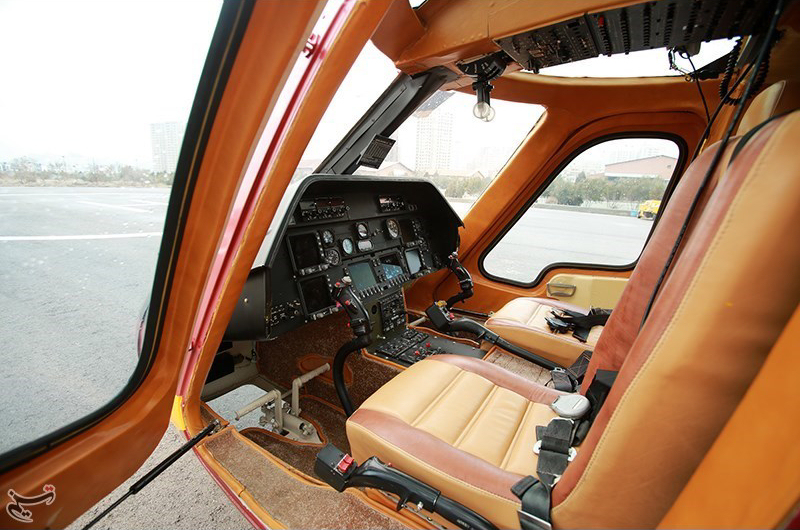
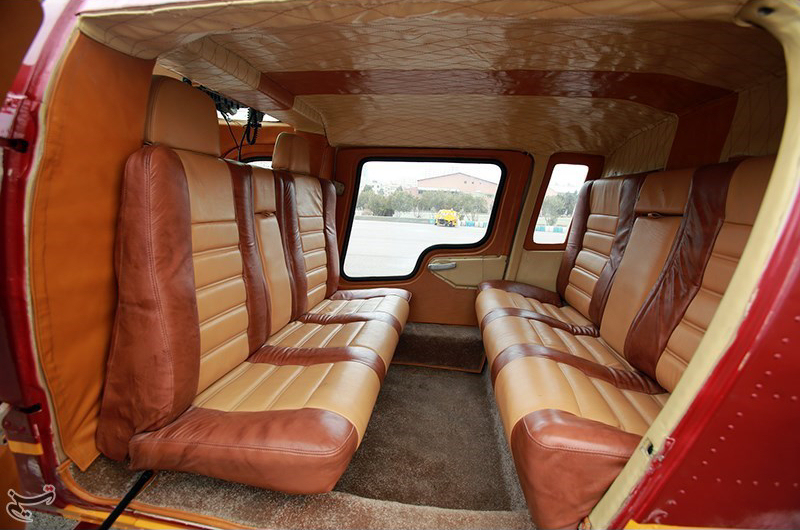
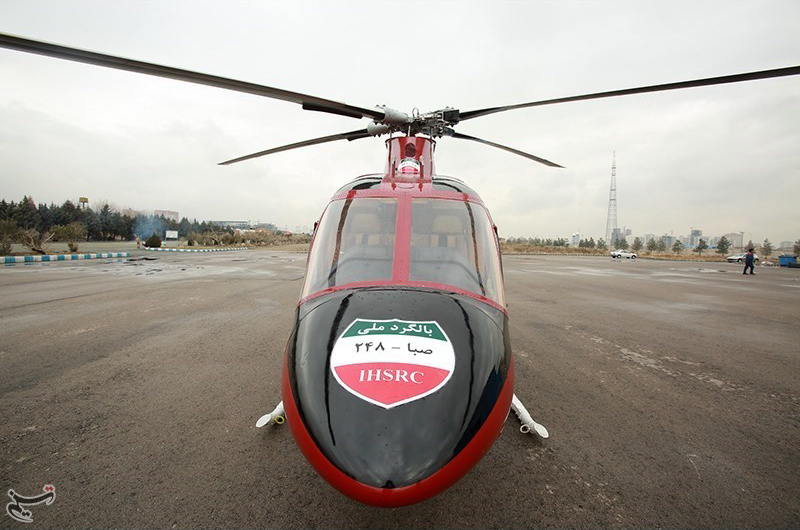